# Verena Keller (Sängerin)

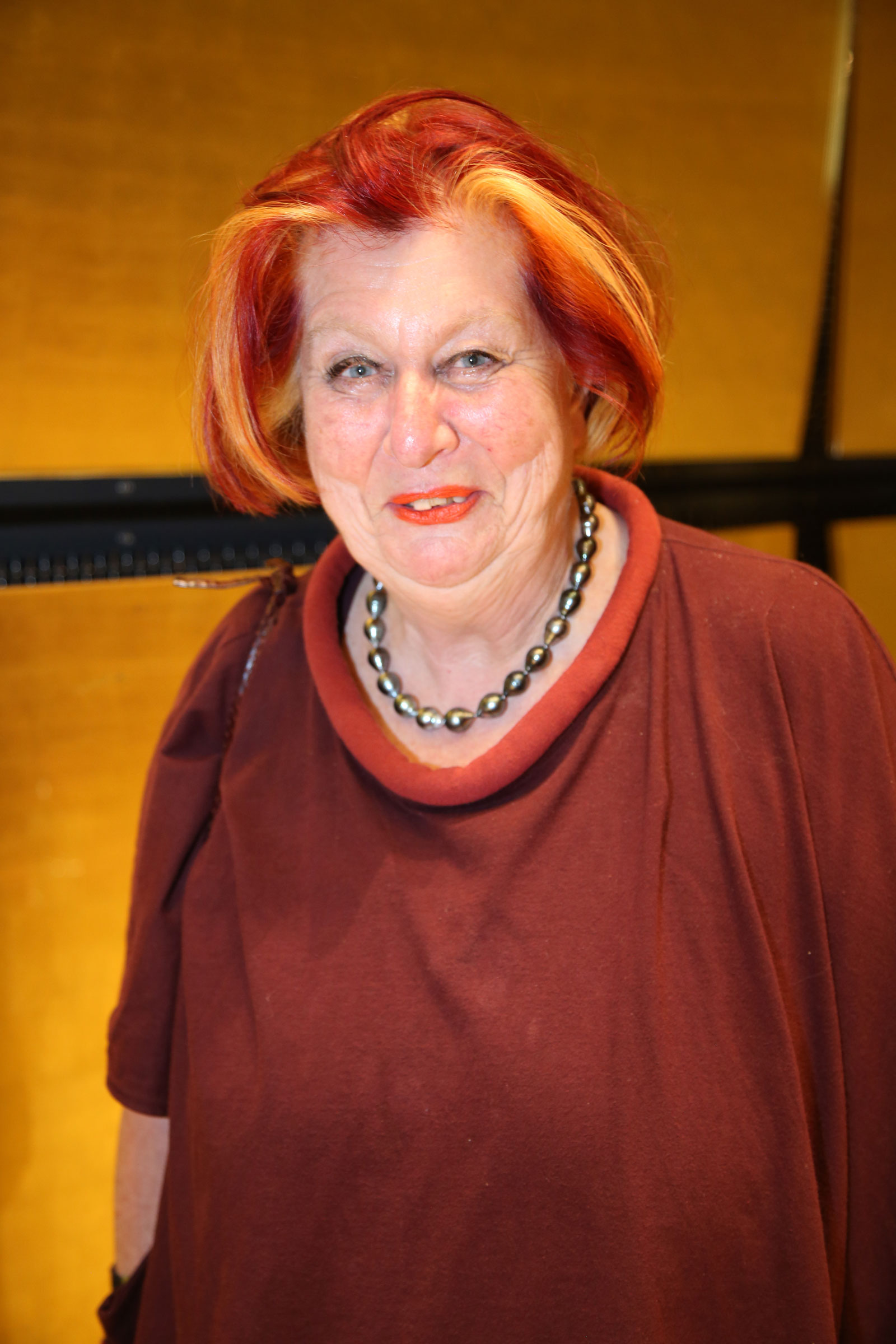
Verena Kellner 2015

Verena Keller (* 1942 in Schwerin) ist eine deutsche Opernsängerin (Mezzosopran).

## Leben
Keller, Tochter des Schweizer Opernsängers Jakob Keller (1911–1992), studierte an der Universität für Musik und darstellende Kunst Wien und ist Dozentin an der Hochschule für Musik und Darstellende Kunst Frankfurt am Main und am Konservatorium Mainz. Sie trat unter anderem am Grand Théâtre de Genève, an der Deutschen Oper Berlin, an der Staatsoper Hamburg, am Opernhaus Düsseldorf, an der Pariser Oper, am Teatro Massimo von Palermo, am Teatro San Carlo von Neapel und an der Vancouver Opera auf.
Keller wurde mit dem Kulturförderpreis 2002 für ihre Opernwerkstatt ausgezeichnet und nahm am Dokumentarfilm Opernfieber von Katharina Rupp (Hessischer Filmpreis 2005 als bester Dokumentarfilm) teil. Ihr Opernatelier fand 2015 im Stadtcasino Basel statt.

## Repertoire (Auswahl)
- Wozzeck – Marie
- Il trovatore – Azucena
- Tristan und Isolde – Brangäne
- Jenůfa – Küsterin
- Don Carlos – Eboli
- Un ballo in maschera – Ulrica
- Lohengrin – Ortrud
- Katja Kabanowa – Kabanicha

## Schriften (Auswahl)
- Concerto no. 5 pour piano et orchestre. Ludwig van Beethoven. Berlin, Pool-Musikproduktion, 1998.
- Lirica & l’intimiste. Xavier Delisle. München, Koka Media, 1998.
- Messe D-dur op. 86. Antonín Dvořák. Stuttgart, Carus-Verlag, 1987.
- Messe in D-dur Opus 86 für Soli, Chor und Orgel. Antonín Dvořák. Stuttgart, Carus-Verlag, 1976.